# 중년
중년(中年) 또는 중장년이라고도 하며 인간의 인생에서 청년 또는 장년(壯年)에서 노년 사이의 단계를 이르는 말이다.
중년의 나이 기준은 문화와 시대마다 다르다. 대한민국 정부는 중년과 장년(長年)을 구분하여 (장년(壯年)까지 포함한) 중년은 40 - 49세, 장년(長年)을 50 - 64세로 나누며 65세 이상을 노년으로 본다. 한편 영어권의 경우 45 - 65세를 중년으로 본다.
일반적으로 중년으로 여겨지는 장년(長年)의 경우 50플러스세대(50+세대)라고도 한다.

## 정의
중년에 대한 정의는 시대와 문화에 따라 다르다. 특히 현대에 들어 인간의 수명이 늘어나면서 중년을 가리키는 범위가 조정되어 왔다. 국립국어원의 표준국어대사전은 40대를 중년으로 설명하여 왔으나 변화한 사회상을 반영하여 때로 50대를 포함한다고 설명을 바꾸었다.
학술적 정의도 연구의 필요에 따라 다양한 연령대를 선택한다. 정신의학은 일반적으로 50세에서 60세까지 중년으로 포함시키지만 실제 연구 사례에선 35 - 60세를 선택하기도 한다.
미국 인구 조사는 중년을 35~44세와 45~54세 나이대로 분류하지만 저명한 심리학자 에릭 에릭슨은 40~64세를 중년으로 정의했다.
미국 정신의학회의 표준 진단 매뉴얼인 정신질환 진단 및 통계 편람(DSM)의 제5판은 30세에서 64세까지의 구간을 중년으로 표현하고 있지만 실제 연구 사례에선 50세에서 74세를 중년으로 파악하기도 한다.

## 특성
의료기술이 발전함에 따라 중년이 점점 길어지고 있다. 나이든 사람들이 처리속도가 늦고 때때로 새로운 기술을 배우는 데 더 오래 걸릴 수 있지만, 직업적인 삶은 더 쉽고 비상하게 헤쳐 나간다는 사실이 존재한다.

## 같이 보기
- 중년기 위기
- 청년

## 참조
1. ↑  생애주기별 보조사업, e나라도움
2. ↑  “PsycNET - Option to Buy”.
3. ↑  “Definition of MIDDLE AGE”.
4. ↑  Middle age. CollinsDictionary.com. Collins English Dictionary – Complete & Unabridged 11th Edition. Retrieved December 05, 2012.
5. ↑  50플러스 세대: 오십 이후 삶이 즐거운 도시, 서울시50플러스포털
6. ↑  중년 - 온라인 가나다[깨진 링크(과거 내용 찾기)], 국립국어원
7. ↑  중년 - 마흔 살 안팎의 나이. 또는 그 나이의 사람. 청년과 노년의 중간을 이르며, 때로 50대까지 포함하는 경우도 있다. 표준국어대사전
8. ↑  핼로 정신과 - 애매하기 그지 없는 중년이란 위치, 정신의학신문, 2018년 9월 3일
9. ↑  이규은, 최의순, 〈일부지역 중년 여성의 우울 정도와 영향 요인에 관한 연구〉, 《여성건강간호학회지》, 제5권 3호
10. ↑  McLeod, S. A., Erik Erikson - Psychosocial Stages, Simply Psychology, 2008
11. ↑  DIAGNOSTIC AND STATISTICAL MANUAL OF MENTAL DISORDERS FIFTH EDITION, APA, 2013년
12. ↑  Melissa Lee Phillips, The mind at midlife, APA, 2011
13. ↑  바바라 스트로치, "가장 뛰어난 중년의 뇌", 해나무, ISBN 978-89-5605-500-8